# Gouvernement Herrera II
 Castille-et-León
Herrera I Herrera III
Le gouvernement Herrera II est le gouvernement de Castille-et-León entre le 4 juillet 2003 et le 3 juillet 2007, durant la VIe législature des Cortes de Castille-et-León. Il est présidé par Juan Vicente Herrera.

## Historique
Investi président de la Junte le 2 juillet 2003 pour un nouveau mandat, Juan Vicente Herrera annonce la composition de son gouvernement le 3 juillet suivant. La nomination des conseillers prend effet le lendemain après publication au bulletin officiel de Castille-et-León (BOCyL).

## Composition

### Initiale
| Fonction                                                        | Titulaire | Titulaire                          | Parti |
| --------------------------------------------------------------- | --------- | ---------------------------------- | ----- |
| Président                                                       |           | Juan Vicente Herrera               | PP    |
| Conseiller à la Présidence et aux Administrations territoriales |           | Alfonso Fernández Mañueco          | PP    |
| Conseillère aux Finances                                        |           | Pilar del Olmo Moro                | PP    |
| Conseiller à l'Économie et à l'Emploi                           |           | Tomás Villanueva Rodríguez         | PP    |
| Conseiller à l'Équipement                                       |           | Antonio Silván Rodríguez           | PP    |
| Conseiller à l'Agriculture et à l'Élevage                       |           | José Valín Alonso                  | PP    |
| Conseillère à l'Environnement                                   |           | María Jesús Ruiz Ruiz              | PP    |
| Conseiller à la Santé                                           |           | César Antón Beltrán                | PP    |
| Conseillère à la Famille et à l'Égalité des chances             |           | Rosa María Valdeón Santiago        | PP    |
| Conseiller à l'Éducation                                        |           | Francisco Javier Álvarez Guisasola | PP    |
| Conseillère à la Culture et au Tourisme                         |           | Silvia Clemente Municio            | PP    |

### Remaniement du13 octobre 2004
- Les nouveaux conseillers sont indiqués en gras, ceux ayant changé d'attributions en italique[2],[3],[4].

| Fonction                                                        | Titulaire | Titulaire                                                                  | Parti |
| --------------------------------------------------------------- | --------- | -------------------------------------------------------------------------- | ----- |
| Président                                                       |           | Juan Vicente Herrera                                                       | PP    |
| Première vice-présidente                                        |           | María Jesús Ruiz Ruiz                                                      | PP    |
| Deuxième vice-président Conseiller à l'Économie et à l'Emploi   |           | Tomás Villanueva Rodríguez                                                 | PP    |
| Conseiller à la Présidence et aux Administrations territoriales |           | Alfonso Fernández Mañueco                                                  | PP    |
| Conseillère aux Finances                                        |           | Pilar del Olmo Moro                                                        | PP    |
| Conseiller à l'Équipement                                       |           | Antonio Silván Rodríguez                                                   | PP    |
| Conseiller à l'Agriculture et à l'Élevage                       |           | José Valín Alonso                                                          | PP    |
| Conseiller à l'Environnement                                    |           | Carlos Javier Fernández Carriedo                                           | PP    |
| Conseiller à la Santé                                           |           | César Antón Beltrán                                                        | PP    |
| Conseillère à la Famille et à l'Égalité des chances             |           | Rosa María Valdeón Santiago (jusqu'au 15/06/2007) Pilar del Olmo Moro a.i. | PP    |
| Conseiller à l'Éducation                                        |           | Francisco Javier Álvarez Guisasola                                         | PP    |
| Conseillère à la Culture et au Tourisme                         |           | Silvia Clemente Municio                                                    | PP    |